# YInMn-blått

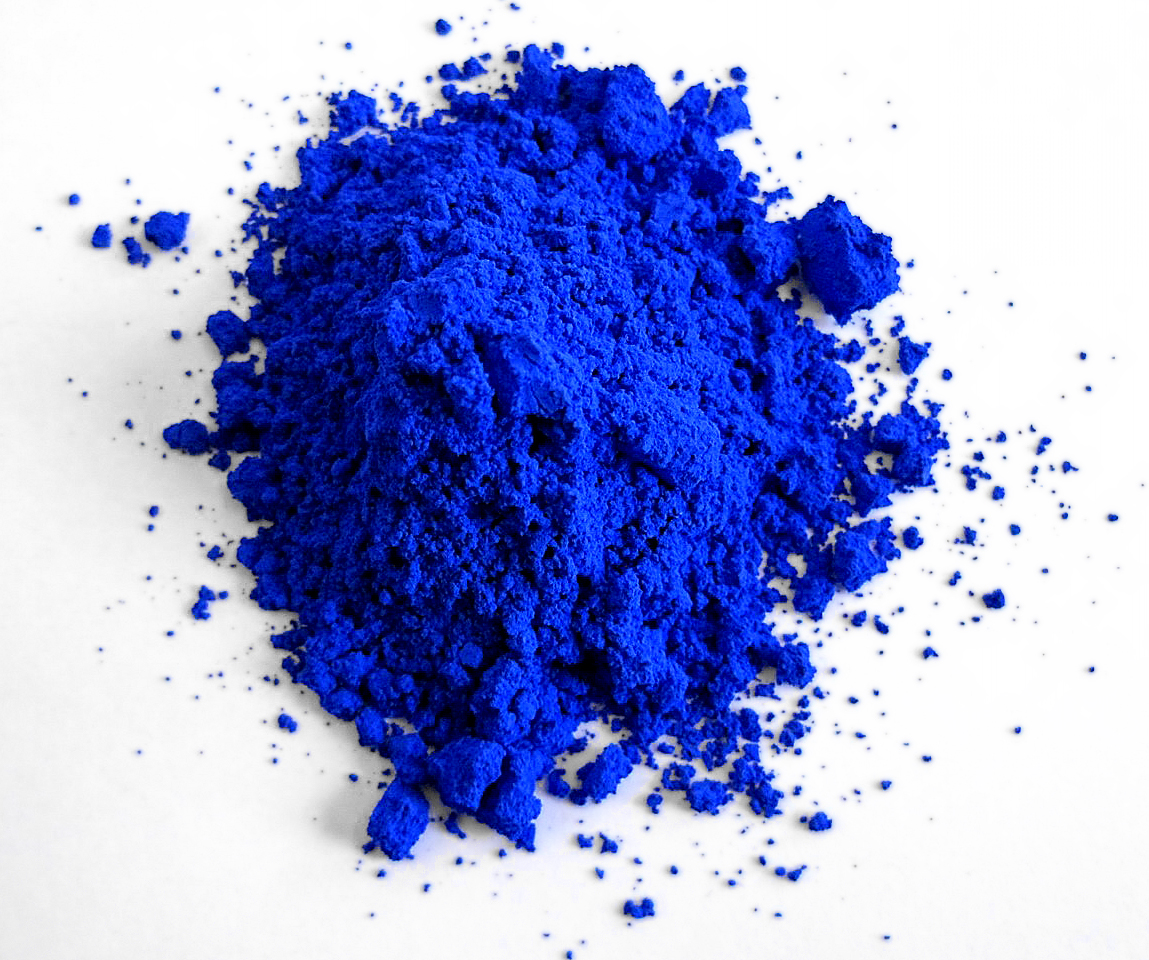
YInMn-blått

YInMn-blått, även kallat Yin Min-blått, är ett syntetiskt, oorganiskt pigment med utmärkt ljusäkthet. Det innehåller oxider av tre metaller, vilka ger pigmentet dess namn: yttrium (Y), indium (In) och mangan (Mn). I pigmentdatabasen Colour Index har det beteckningen Pigment Blue 86 (PB86).
Den blå färgen ligger mellan ultramarinblått och koboltblått, med dragning åt det röda hållet (åt ultramarinblått).
Vid framställningen genomgår de ingående ämnena kalcinering vid hög temperatur och bildar en kristallstruktur med summaformeln YIn1-xMnxO3, där färggivaren, kromoforen, är mangan (Mn3+) och färgintensiteten beror på proportionen mellan indium och mangan. Utöver att ha en mycket god beständighet, reflekterar pigmentet infraröd strålning i ovanligt hög grad för att vara blått, vilket är intressant när man vill hålla nere en ytas värmeupptag.
YInMn-blått upptäcktes 2009 vid Oregon State University och patent togs 2012. Det har kommit ut på marknaden, men åtminstone till en början i begränsad omfattning, inte minst då det är dyrt att framställa.